# Globos de Ouro de 1997
A 2.ª edição dos Globos de Ouro ocorreu a 7 de abril de 1997 no Coliseu dos Recreios, em Lisboa, com apresentação de Catarina Furtado.

## Cinema
- Melhor Filme: Cinco Dias, Cinco Noites, de José Fonseca e Costa
- Melhor Realizador: Manoel de Oliveira em Party, de Manoel de Oliveira
- Melhor Actriz: Inês de Medeiros em Pandora, de António da Cunha Telles
- Melhor Actor: Diogo Infante em Mortinho por Chegar a Casa, de George Sluizer e Carlos da Silva

## Desporto
- Personalidade do Ano: Fernanda Ribeiro

## Moda
- Personalidade do Ano: José Carlos

## Teatro
- Personalidade do Ano: Paulo Pires

## Música
- Melhor Intérprete Individual: Luís Represas
- Melhor Grupo: Delfins
- Melhor Canção: "Se eu fosse um dia o teu olhar" - Pedro Abrunhosa

## Televisão
- Melhor apresentador de Informação: José Rodrigues dos Santos
- Melhor apresentador de Entretenimento: Herman José
- Melhor Programa de Ficção e Comédia: Contra Informação
- Melhor Programa de Entretenimento: Herman Total
- Melhor Programa de Informação: Maria Elisa

## Prémio de Carreira
- Mário Soares